# 伍德蘭市

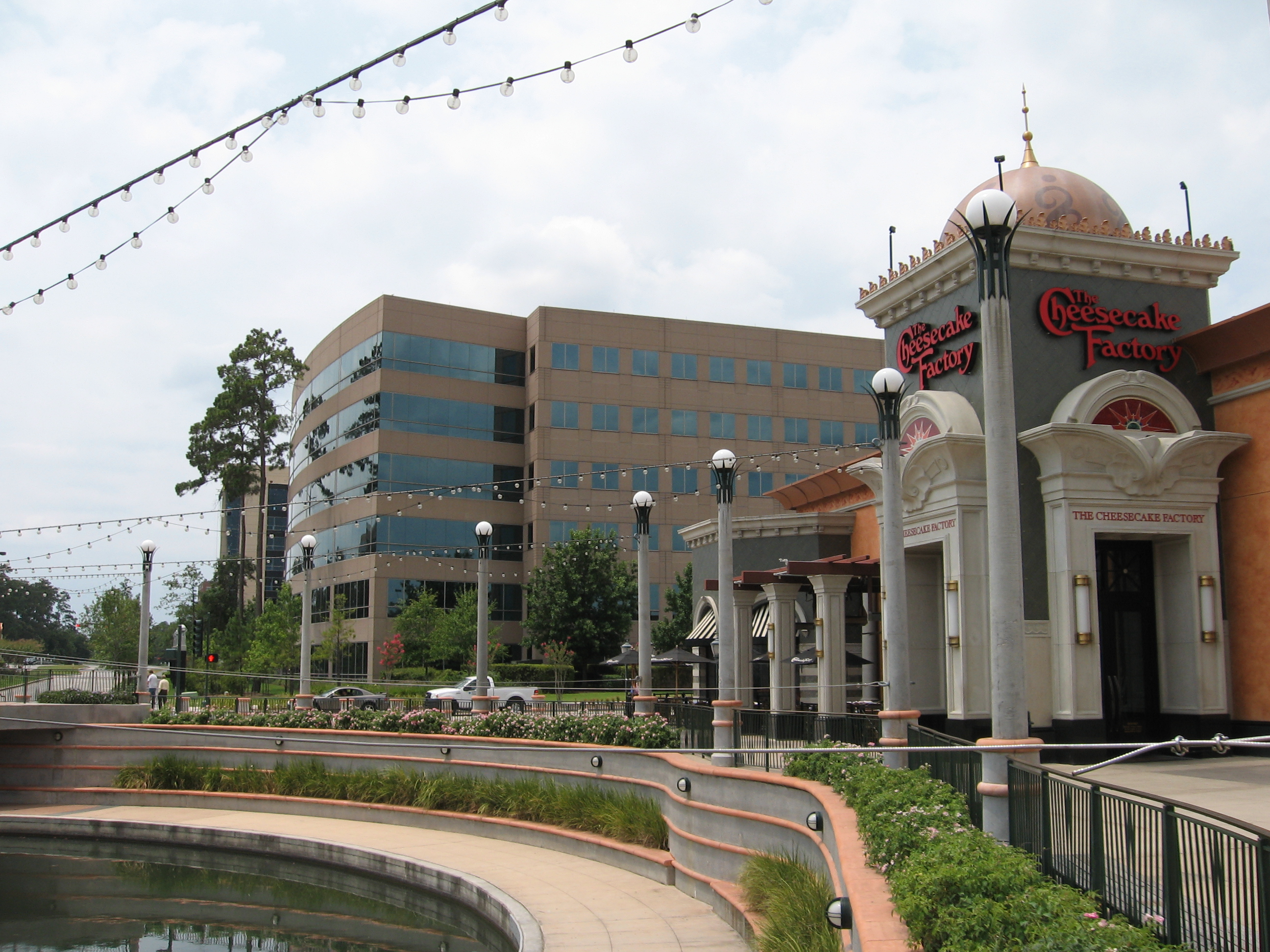
市中心

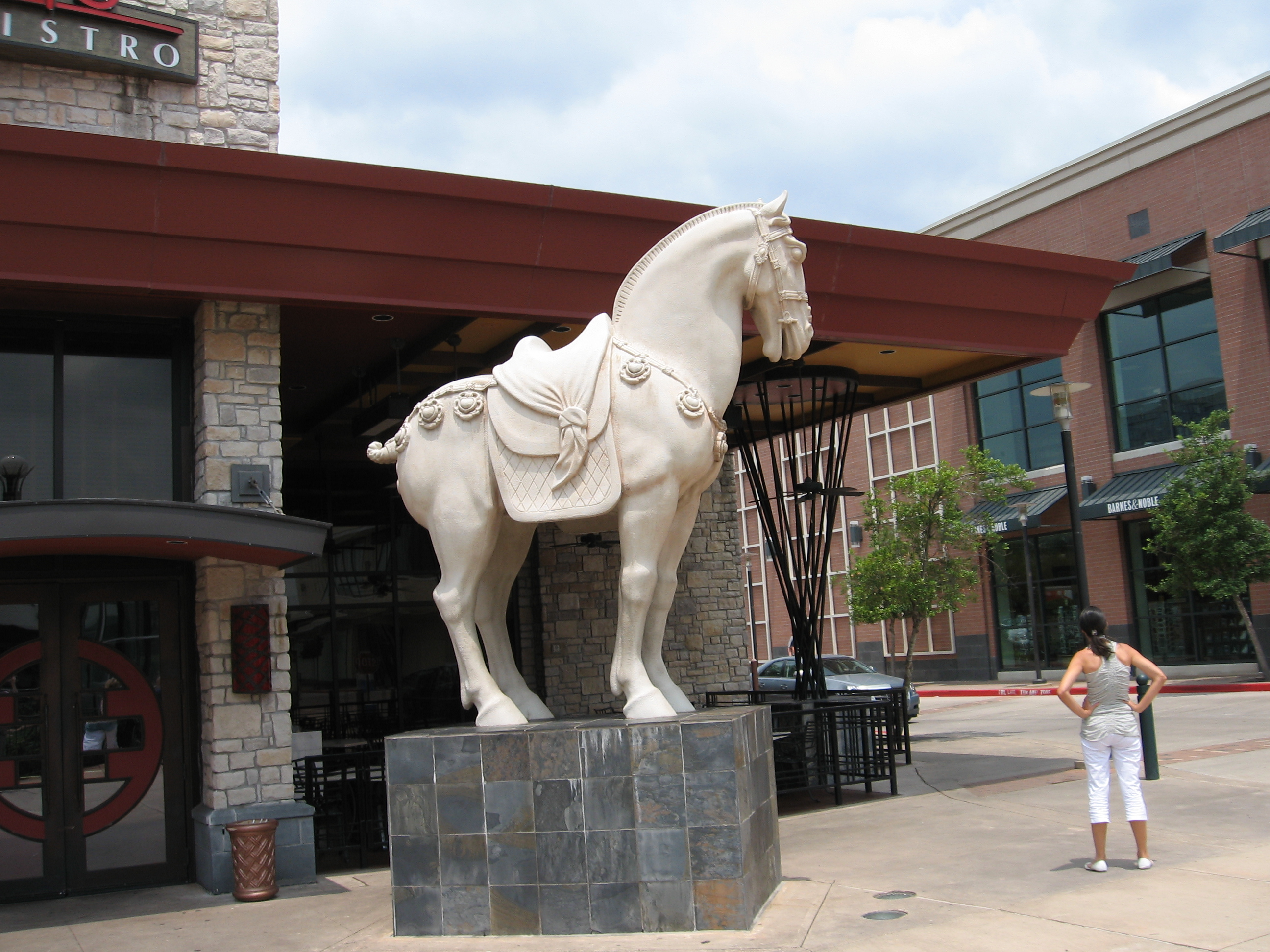
伍德蘭購物中心外的P.F. Chang's China Bistro

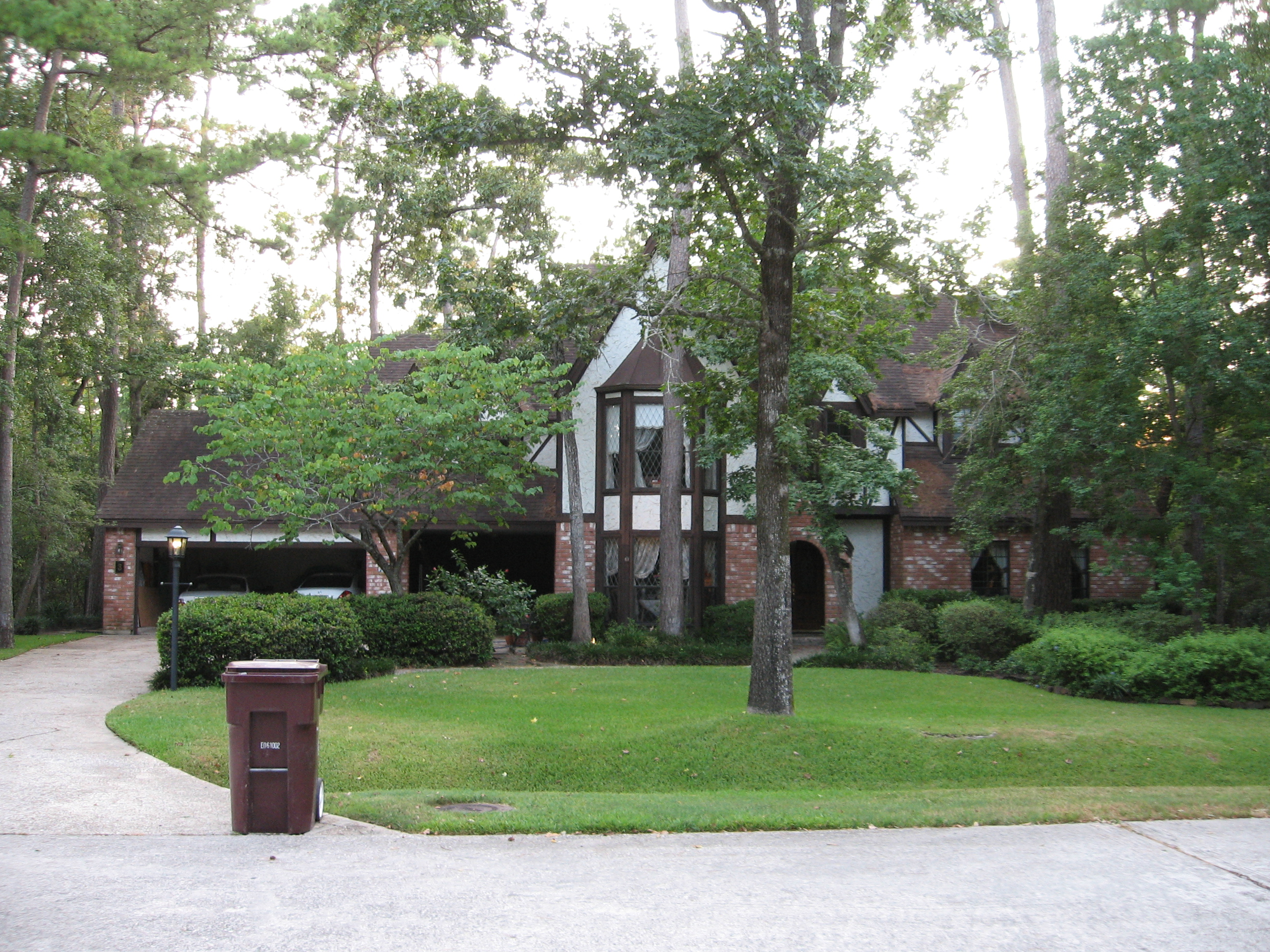
伍德蘭市的住宅

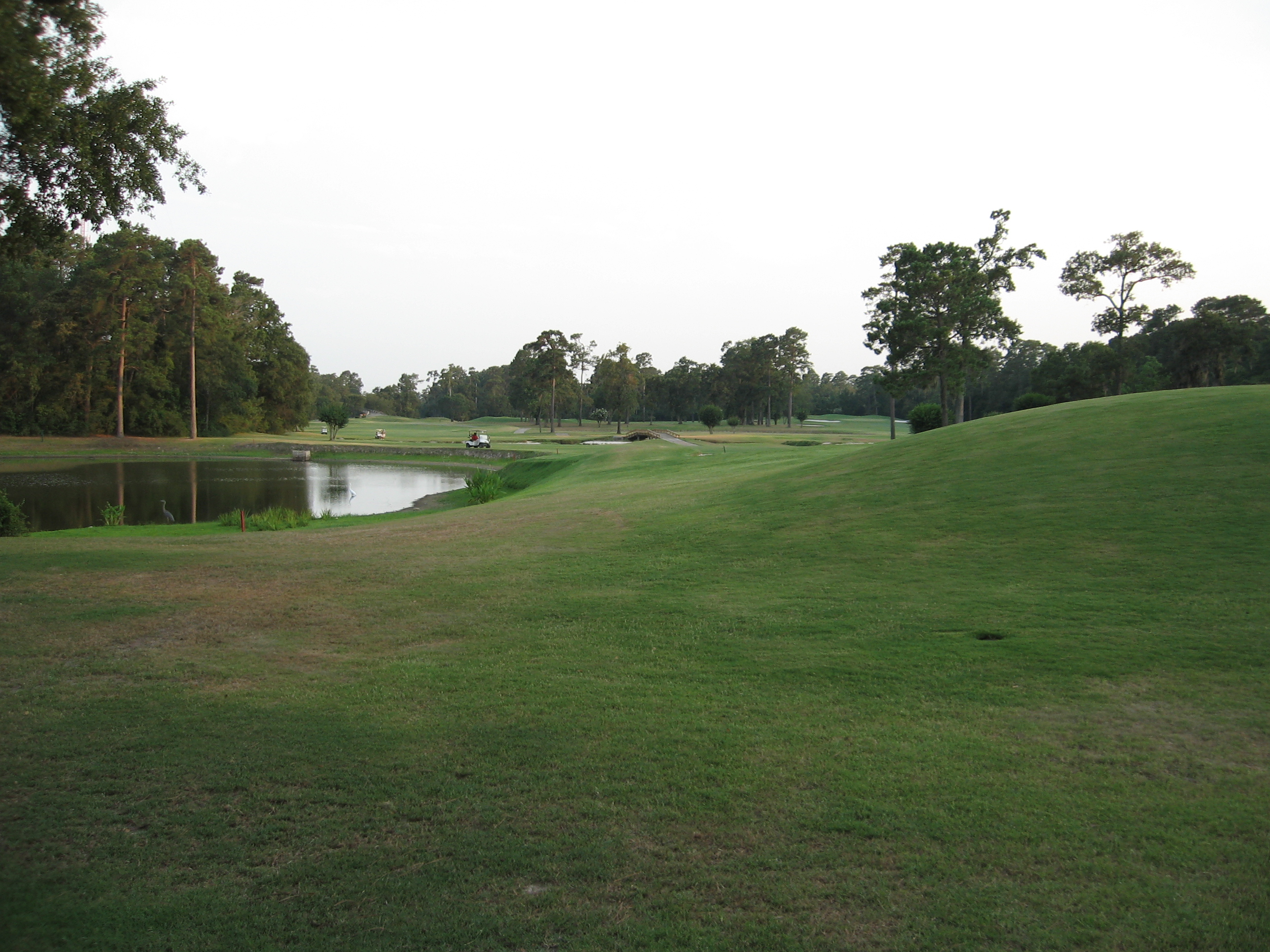
高爾夫球場

伍德蘭市（原文:The Woodlands, Texas）是一個位在美國德州大休士頓都會區的新市鎮和普查規定居民點。這個普查規定居民點在2010年的人口有93,847人，相較於2000年的55,649人成長了68.6%。
伍德蘭市位於休士頓北方32英里（51公里）45號州際公路旁。即使伍德蘭市一開始是以郊區及臥城發展，但它還是吸引了不少企業的進駐。

## 外部連結
- The Woodlands Activity & Event Information Resource （页面存档备份，存于）
- The Woodlands Township （页面存档备份，存于）, local government website
- The Woodlands Development Company （页面存档备份，存于）
- The Woodlands Residents' Site （页面存档备份，存于）